# Adventure in Sahara
Adventure in Sahara (bra: Aventura no Sahara) é um filme de aventura americano de 1938 dirigido por D. Ross Lederman e estrelado por Paul Kelly. Uma aventura da Legião Estrangeira Francesa no deserto, outros astros do elenco são C. Henry Gordon e Lorna Gray.

## Trama
Nas profundezas do Saara, o caos reina no posto militar francês em Agadèz, no Níger, quando legionários amotinados expulsam seu comandante desprezado, apenas para enfrentar ataques posteriores de incursores árabes e do líder deposto do regimento.

## Elenco
- Paul Kelly como Jim Wilson
- C. Henry Gordon como Capitão Savatt
- Lorna Gray como Carla Preston
- Robert Fiske como Tenente Dumond
- Marc Lawrence como Poule
- Dick Curtis como Karnoldi
- Stanley Brown como René Malreaux
- Al Bridge como Cabo Dronov (como Alan Bridge)
- Ray Bennett como Ladoux (como Raphael Bennett)
- Charles R. Moore como Gungadin (como Charles Moore)
- Dwight Frye como Gravet, "o Chacal"
- Stanley Andrews como Coronel Rancreux